# City of Derry Airport
City of Derry Airport (engelska: Londonderry / Eglinton Airport) är en flygplats i Storbritannien.   Den ligger i distriktet Derry City and Strabane och riksdelen Nordirland, i den västra delen av landet, 600 km nordväst om huvudstaden London. City of Derry Airport ligger 6 meter över havet.
Terrängen runt City of Derry Airport är platt västerut, men åt sydost är den kuperad. Havet är nära City of Derry Airport norrut. Runt City of Derry Airport är det ganska glesbefolkat, med 42 invånare per kvadratkilometer. Trakten runt City of Derry Airport består i huvudsak av gräsmarker.